# 弗阿特·亞朗
弗阿特·亞朗（丹麥語：Fuat Yalan）是丹麥赫爾辛格市議會的土耳其裔社會民主黨市議員。他因為在看過Youtube上一名穆斯林兒童在中華人民共和國被漢人虐待已遭刪除的影像資料，在社交網站Facebook發表了「我希望中国的高温能达到140度，把所有中国人都烧死」、「如果现在我面前有一个中国人，我会拿枪打死他」的言論，因而被指種族歧視。事後他為其言論道歉，但拒絕辭職。